# Georg Paskuda
Georg Paskuda (* 7. Januar 1926 in Ratibor, Oberschlesien; † 10. Februar 2001 in München) war ein deutscher Opernsänger in der Stimmlage Tenor.

## Leben
Paskuda debütierte 1951 als Opernsänger. Er hatte dann anschließend Festengagements am Stadttheater Lübeck (1952–1954), am Stadttheater Bielefeld (1954–1955), am Opernhaus Wuppertal (1955–1958) und am Staatstheater Wiesbaden (1958–1961). 1961 wechselte Paskuda als „Lyrischer Tenor“ an die Bayerische Staatsoper in München, deren Mitglied er bis zu seinem Bühnenabschied blieb. 1961 hatte er in München großen Erfolg in der Titelrolle der Oper Don Carlos. Dort sang er 1963 bei den Münchner Opernfestspielen an der Seite von Lisa della Casa und Anneliese Rothenberger unter der musikalischen Leitung von Joseph Keilberth die Rolle des Offiziers Matteo in Arabella, die zu seinen großen Glanzpartien zählte. 1965 war er der Offizier in Cardillac an der Seite von Dietrich Fischer-Dieskau in der Titelrolle. 1965 sang er außerdem den Cassio in Otello. 1967 übernahm er die Rolle des Dr. Cajus in einer Neuinszenierung von  Falstaff, wiederum an der Seite von Dietrich Fischer-Dieskau. 1970 sang er in München unter Carlos Kleiber den Andres in Wozzeck.
Paskuda galt außerdem insbesondere als Spezialist für die zeitgenössische und moderne Musik des 20. Jahrhunderts. Er sang unter anderem Werke von Paul Hindemith, Alban Berg und Carl Orff. Er wirkte in München in mehreren Opern-Uraufführungen mit, unter anderem 1969 in Die Geschichte von Aucassin und Nicoletta von Günter Bialas, 1978 als Herzog von Cornwall in Lear von Aribert Reimann und 1986 Belshazar von Volker David Kirchner. Im späteren Verlauf seiner Karriere übernahm Paskuda an der Münchner Staatsoper zahlreiche Charakterrollen und Comprimario-Partien, unter anderem den Haushofmeister bei der Feldmarschallin in Der Rosenkavalier (1973ff.), den jungen Diener in Elektra (1977), Schmidt in Werther (1978), Balthasar Zorn in Die Meistersinger von Nürnberg (1979), Parpignol in La Bohème (1983) und 4. Jude in Salome (1987). Bis zum Ende der Spielzeit 1994/1995 ist Paskuda in München noch aufgetreten.
1959 sang Paskuda erstmals bei den Bayreuther Festspielen. Er debütierte dort als Steuermann in Der Fliegende Holländer. Diese Rolle sang er auch 1960, 1961 und 1970. Bis 1971 gehörte er zum festen Ensemble der Bayreuther Festspiele. Er übernahm dort die lyrischen Tenorrollen und Charakterpartien in den Musikdramen von Richard Wagner, aber auch kleinere Rollen: 1960 sang er den Froh in Das Rheingold, 1970–1971 sang er den Mime in Der Ring des Nibelungen. Außerdem trat er in Bayreuth als Heinrich der Schreiber in Tannhäuser (1961/1962), als Kunz Vogelgesang und Augustin Moser in Die Meistersinger von Nürnberg (1959, 1961 und 1970), sowie als Knappe und Erster Gralsritter in Parsifal (1959, 1961–1963) auf.
Paskuda gastierte auch an Wiener Staatsoper. Dort debütierte er im Oktober 1962 als Sänger in der Oper Der Rosenkavalier. Später sang er in Wien den Tamino in Die Zauberflöte (1963) und den Matteo (1969). Als Graf Elemer in Arabella gastierte er neben Melitta Muszely im Mai 1966 am Teatro La Fenice in Venedig. Ein Live-Mitschnitt dieser Aufführung wurde später auch als CD veröffentlicht.
Gastspiele gab Paskuda auch an der Grand Opéra Paris (1960), am Opernhaus von Monte Carlo (1963 als Sänger in der Oper Der Rosenkavalier) und am Théâtre de la Monnaie in Brüssel (1966, 1989). 1971 sang er an der Lyric Opera of Chicago den Mime in einer Neueinstudierung von Richard Wagners Das Rheingold.

## Repertoire
Paskuda hatte ein breitgefächertes Repertoire. Seine Stimme ließ sich keinem Rollenfach eindeutig zuordnen. Paskuda sang zu Beginn seiner Karriere häufig das lyrische Tenorfach. Gleichzeitig übernahm er das Fach des Jugendlichen Heldentenors, das tenorale Zwischenfach und Rollen für Charaktertenor. Er sang im Laufe seiner Karriere unter anderem Partien von Wolfgang Amadeus Mozart, Christoph Willibald Gluck, Richard Wagner, Giuseppe Verdi, Giacomo Puccini, Richard Strauss und Hans Pfitzner.

## Tondokumente
Original-Schallplattenaufnahmen, die Paskudas Stimme dokumentieren, liegen nur relativ wenige vor. Es existieren jedoch zahlreiche Live-Mitschnitte von Opernaufführungen und Rundfunkaufnahmen. Das durch Rundfunkaufnahmen und Live-Mitschnitte überlieferte musikalische Schaffen von Georg Paskuda wurde in den letzten Jahren weitgehend auf CD, teilweise in speziellen Live-Dokumentationen, veröffentlicht. 